# Chinese groenling
De Chinese groenling (Chloris sinica synoniem: Carduelis sinica) is een zangvogel uit de familie van de vinkachtigen (Fringillidae).

## Verspreiding en leefgebied
Deze soort telt vijf ondersoorten:
- C. s. ussuriensis: noordoostelijk China, Korea en oostelijk Siberië.
- C. s. kawarahiba: Kamtsjatka, de Koerilen en noordoostelijk Hokkaido.
- C. s. minor: van zuidelijk Hokkaido tot Kyushu.
- C. s. sinica: van centraal en oostelijk China tot centraal Vietnam.